# Seonjo
Seonjo (né le 26 décembre 1552 et mort le 17 mars 1608) est le quatorzième roi de Corée de la période Joseon.
Il règne du 3 août 1567 jusqu'à sa mort quarante ans plus tard. Il est connu pour avoir encouragé le confucianisme et rénové les affaires de l'État au début de son règne, bien que le chaos politique et son incompétence pendant les invasions japonaises de la Corée aient gâché ses dernières années.

## Biographie

### Contexte
King Seonjo naît avec le nom Yi Yeon en 1552 à Hanseong (aujourd'hui Séoul), capitale de la Corée, troisième fils de Deokheung Daewongun (대원군, « Grand Prince de la Cour »). Il reçoit le titre de Prince Haseong et lorsque King Myeongjong meurt jeune sans héritier, Haseong est le prochain dans la lignée par la décision de la cour royale, aussi est-il couronné roi en 1567 à l'âge de 16 ans,.

### Début de règne (1567–1575)
Le roi Seonjo se concentre sur l'amélioration de la vie des gens ordinaires ainsi qu'à la reconstruction du pays après la corruption politique pendant les règnes chaotiques des rois Yeonsangun et Jungjong. Il encourage les érudits sarim qui ont été persécutés par les aristocrates enracinés lors de quatre différentes purges entre 1498 et 1545 pendant les règnes de Yeosangun et Jungjong. Seonjo poursuit les réformes politiques du roi Myeongjong et installe de nombreux fameux érudits confucéens, dont Yi Hwang, Yi I, Jeong Cheol et Yu Seong-ryong (en), à des postes de responsabilité.
Seonjo réforme également le système d'examen de la fonction publique, en particulier l'examen officiel civil de qualification. L'examen précédent était principalement orienté vers la littérature mais pas la politique ou l'histoire. Le roi lui-même ordonne que le système soit réformé en augmentant l'importance de ces autres sujets. Il restaure également la réputation des chercheurs exécutés tels que Jo Gwang-jo, mort dans la purge littéraire de 1519 et dénonce les agissements des aristocrates corrompus, notamment Nam Gon, instigateur de la purge sous Jungjong et qui a grandement contribué à la corruption de l'époque. Ces décisions gagnent au roi le respect de la population en général et le pays jouit d'une brève période de paix,.

### Division politique et antagonisme Est-ouest (1575–1592)
Sim Ui-gyeom et Kim Hyowon font partie des érudits que le roi Seonjo appelle au gouvernement. Sim est un parent de la reine et fortement conservateur. Kim est la figure de proue de la nouvelle génération de fonctionnaires et appelle à des réformes libérales. Les penseurs qui soutiennent le roi Seonjo commencent à se diviser en deux factions dirigées respectivement par Sim et Kim. Les membres des deux factions vivent dans le même quartier; La faction de Sim vit du côté ouest de la ville tandis que les disciples de Kim se rassemblent du côté est. En conséquence, les deux factions commencent à être appelées la faction de l'Ouest et les Orientaux ; ce système politique fondé sur deux factions dure 200 années et plus tard contribue à l'effondrement de la dynastie,.
Au début, les Occidentaux gagnent la faveur du roi puisque Sim est liée à la reine et dispose également d'un plus grand soutien de la part des nobles riches. Cependant, leurs attitudes sur la réforme et l'indécision de Sim aident les Orientaux à prendre le pouvoir et les Occidentaux tombent en disgrâce. Les réformes sont accélérées au cours de la première période d'influence des Orientaux mais nombre d'entre eux commencent à inciter les autres à ralentir les réformes. Les Orientaux sont de nouveau divisés en faction du Nord et du Sud. Yu Seong-ryong (en) mène la faction du Sud tandis que ceux du Nord se divisent encore plus après des différends sur de nombreuses questions; la grande faction du Nord est une faction d'extrême gauche alors que la petite faction du Nord devient moins réformiste que la grande faction du Nord, mais toujours plus à gauche que ceux du Sud.
Les divisions politiques entraînent un affaiblissement de la nation puisque la taille de l'armée est également l'une des questions du programme de réforme. Yi I, un conservateur neutre, exhorte le roi à augmenter la taille de l'armée afin de se préparer contre les invasions futures des Jurchens et des Japonais. Toutefois, les deux factions rejettent les suggestions de Yi et la taille de l'armée est encore diminuée car beaucoup croient que la période de paix va durer. Les Jurchens et les Japonais utilisent cette occasion pour élargir leur influence en Asie de l'Est ce qui aboutit à la guerre de sept ans et à l'établissement de la dynastie Qing en Chine, deux événements qui apportent de grandes dévastations dans la Péninsule Coréenne.
Seonjo fait face à de nombreuses difficultés relatives à ces deux nouvelles menaces. Il envoie de nombreux commandants militaires qualifiés sur le front nord, tout en affrontant les dirigeants japonais Oda Nobunaga, Toyotomi Hideyoshi et Tokugawa Ieyasu au sud. Cependant, après que Toyotomi Hideyoshi a unifié le Japon, les Japonais s'avèrent rapidement être la plus grande menace et de nombreux Coréens commencent à craindre que leur pays soit envahi par les Japonais. Beaucoup de fonctionnaires inquiets de la défense du royaume exhortent le roi à envoyer des délégués à Hideyoshi afin de savoir si Hideyoshi se prépare à l'invasion ou non. Cependant, les deux factions du gouvernement ne peuvent même pas s'entendre sur cette question d'importance nationale de sorte qu'un compromis est atteint et qu'un délégué de chaque faction est envoyé à Hideyoshi. Quand ils reviennent en Corée, leurs rapports causent encore plus de controverse et de confusion,,. Hwang Yun-gil, de la faction des Occidentaux, rapporte que Hideyoshi réunit un très grand nombre de soldats mais Kim Seong-il, de la faction des Orientaux, dit au roi qu'il pense que ces grandes forces ne sont pas pour la guerre contre la Corée car qu'il essaye de mener rapidement à bien ses réformes pour éviter l'anarchie et détruire les bandits qui parcourent alors les campagnes. Étant donné que les Orientaux ont le plus d'influence au gouvernement à l'époque, les rapports de Hwang sont ignorés et Seonjo décide de ne pas se préparer à la guerre, même si l'attitude de Hideyoshi dans sa lettre à Seonjo montre clairement son intérêt pour la conquête de l'Asie,.

### Guerre de sept ans (1592–1598)

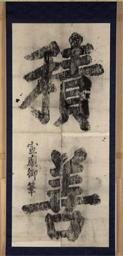
« Résolution maximale »

En 1591, après que les délégués sont rentrés du Japon, Toyotomi Hideyoshi envoie ses propres délégués auprès du roi Seonjo et demande la permission de passer à travers la Péninsule Coréenne afin d'envahir la Chine, ce qui constitue en réalité une déclaration de guerre contre le royaume Joseon. Le roi est surpris; après avoir refusé la demande japonaise, il envoie une lettre à Pékin pour alerter les Chinois que les Japonais sont effectivement en train de se préparer à une guerre à grande échelle contre l'alliance sino-coréenne. Il ordonne également la construction de nombreux forts dans les régions côtières et envoie les généraux Shin Rip (en) et Yi Il sur la côte sud pour se préparer à la guerre. Alors que les Coréens sont occupés à faire leurs préparatifs, les Japonais fabriquent des fusils pour beaucoup de leurs soldats et mobilisent des guerriers à travers tout le pays,.
Le 13 avril 1592, environ 700 navires japonais commandés par Konishi Yukinaga envahissent la Corée. Konishi incendie facilement le fort de Busan et le fort de Dongnae, tue les commandants Jeong Bal et Song Sang-hyeon et marche vers le nord. Le lendemain, encore plus de troupes sous le commandement de Katō Kiyomasa et Kuroda Nagamasa débarquent et marchent vers Hanyang. Une énorme flotte japonaise sous les ordres de Tōdō Takatora et Kuki Yoshitaka les soutient à partie de la mer. Le général Yi Il affronte Katō Kiyomasa à la bataille de Sangju, remportée par les Japonais. Yi Il rencontre alors le général Sin Rip mais leurs forces combinées sont également défaites à la bataille de Ch'ungju par le même Katō Kiyomasa. Seonjo nomme alors le général Kim Myeong-won commandant en chef et maréchal et lui ordonne de défendre la capitale. Le roi s'installe alors à Pyongyang comme les Japonais commencent à s'emparer de la capitale. Il se déplace plus tard, encore plus au nord dans la ville frontalière de Uiju juste avant la chute de Pyongyang. Tandis que le roi est absent de la capitale, de nombreuses personnes qui ont perdu espoir dans le gouvernement pillent le palais et mettent le feu à de nombreux bâtiments publics. Il en résulte encore plus de dégâts que ceux perpétrés par les Japonais après qu'ils ont pris la ville,.
Bien que l'armée continue de perdre des hommes et des batailles, la Marine coréenne coupe avec succès la ligne maritime d'alimentation des Japonais; L'amiral Yi Sun-sin bat la flotte japonaise à plusieurs reprises et inflige beaucoup de dommages aux navires de ravitaillement. Tandis que la marine bloque les fournitures, les forces chinoises du général Li Rusong arrivent et commencent à pousser les Japonais vers le sud pour finalement reprendre Pyongyang. Konishi Yukinaga bloque avec succès une avancée chinoise à la bataille de Byeokjegwan et tente à nouveau de repousser les Coréens vers le nord mais le coup crucial intervient au siège de Haengju, lorsque le général Kwon Yul (en) défait les Japonais avec une force bien inférieure. Les Japonais décident alors d'entamer des négociations de paix tandis que les deux parties continuent les combats. Au cours de ces négociations, les Coréens reprennent Séoul mais les palais ont tous été réduits en cendres aussi Seonjo fait-il restaurer une des maisons de l'ancienne famille royale et la renomme Deoksugung, ce qui en fait l'un des palais officiels.
Les négociations de paix entre les Chinois et les Japonais se terminent sans succès en raison d'un manque de compréhension entre les deux parties et de fausses déclarations des Coréens. Les Japonais envahissent à nouveau la Corée en 1597; mais cette fois les trois pays sont prêts pour la guerre et les Japonais ne sont pas en mesure d'avancer aussi facilement qu'ils l'ont fait en 1592. Les Japonais essaient d'isoler Hanyang des routes terrestres et maritimes. Au début, le plan semble bien fonctionner lorsque Tōdō Takatora défait l'amiral Won Gyun à la bataille de Chilchonryang mais le plan est abandonné lorsque la marine coréenne commandée par l'amiral Yi Sun-sin défait la flotte japonaise de Tōdō Takatora à la bataille de Myong-Yang avec seulement 13 navires. La bataille termine véritablement la guerre et en 1598 les Japonais se retirent enfin de Corée après la mort soudaine de Toyotomi Hideyoshi. La bataille de Noryang marque la fin de la guerre lorsque les dernières unités japonaises commandées par Konishi Yukinaga quittent la Corée,,.

### Dernières années (1598–1608)
Malgré tous les efforts de Seonjo pendant la guerre, comme l'établissement de centres de formation de l'armée et la réforme des lois fiscales - les gens sont récompensés par une élévation de classe sociale, l'exonération du travail ou de crimes en échange du paiement de l'impôt sur le riz - la guerre laisse une terre dévastée et le peuple meurt de faim. Après la guerre, son souhait de reconstruire la nation est entravé par la crise politique provoquée par les rivalités des factions politiques et la famine. Le roi Seonjo perd espoir dans le gouvernement de la nation et laisse son prince héritier Gwanghaegun régner à sa place. Toutefois, lorsque la reine donne naissance à un fils (Gwanghaegun était le deuxième fils de dame Kim, la concubine du roi), la succession devient également un sujet de discorde. Seonjo meurt en 1608, tandis que les divisions politiques et les menaces extérieures assombrissent encore le ciel de la Corée.

## Famille
- Père : Deokheung Daewongun (덕흥대원군)[2]
- Mère : Hadong, princesse consort du prince de la Grande Cour, du clan Jeong (하동부대부인 정씨)
- Consorts et leurs descendances respectives :

1. Reine Uiin du clan Bannam Bak (의인왕후 박씨)
  - Sans descendance
2. Reine Inmok du clan Yeonan Gim (인목왕후 김씨)
  1. Grand Prince Yeongchang (영창대군)
  2. Princesse Jeongmyeong (정명공주), arrière-arrière-grand-mère de Hong Bong-han, père de Dame Hyegyeong et grand-père maternel du roi Jeongjo
3. Consort royal noble Gong du clan Gimhae Gim (공빈 김씨)
  1. Prince Imhae (임해군)
  2. Prince Gwanghae (광해군)
4. Consort royal noble In du clan Suwon Gim (인빈 김씨)
  1. Prince Uian (의안군)
  2. Prince Sinseong (신성군)
  3. Prince Uichang (의창군)
  4. Prince Jeongwon (정원군)
  5. Princesse Jeongsin (정신옹주)
  6. Princesse Jeonghye (정혜옹주)
  7. Princesse Jeongsuk (정숙옹주)
  8. Princesse Jeongan (정안옹주)
  9. Princesse Jeonghwi (정휘옹주)
5. Consort royal noble Sun du clan Gim (순빈 김씨)
  1. Prince Sunhwa (순화군)
6. Consort royal noble Jeong du clan Yeoheung Min (정빈 민씨)
  1. Prince Inseong (인성군)
  2. Prince Inheung (인흥군)
  3. Princesse Jeongin (정인옹주)
  4. Princesse Jeongseon (정선옹주)
  5. Princesse Jeonggeun (정근옹주)
7. Consort royal noble Jeong du clan Hong (정빈 홍씨)
  1. Prince Gyeongchang (경창군)
  2. Princesse Jeongjeong (정정옹주)
8. Consort royal noble On du clan Han (온빈 한씨)
  1. Prince Heungan (흥안군)
  2. Prince Gyeongpyeong (경평군)
  3. Prince Yeongseon (영선군)
  4. Princesse Jeonghwa (정화옹주)

## Nom posthume complet
- King Seonjo Sogyung Jeongryun Ripgeuk Seongdeok Hongryeol Jiseong Daeeui Gyeokcheon Heeun Gyungmyung Sinryeok Honggong Yungeop Hyeonmun Euimu Seongye Dalhyo the Great of Korea
- 선조소경정륜립극성덕홍렬지성대의격천희운경명신력홍공융업현문의무성예달효대왕
- 宣祖昭敬正倫立極盛德洪烈至誠大義格天熙運景命神曆弘功隆業顯文毅武聖睿達孝大王

## Représentation moderne
Seonjo est représenté dans la série télévisée West Palace qui présente également la reine Inmok.

### Source de la traduction
- (en) Cet article est partiellement ou en totalité issu de l’article de Wikipédia en anglais intitulé « Seonjo of Joseon » (voir la liste des auteurs).